# Циммер, Эрнст

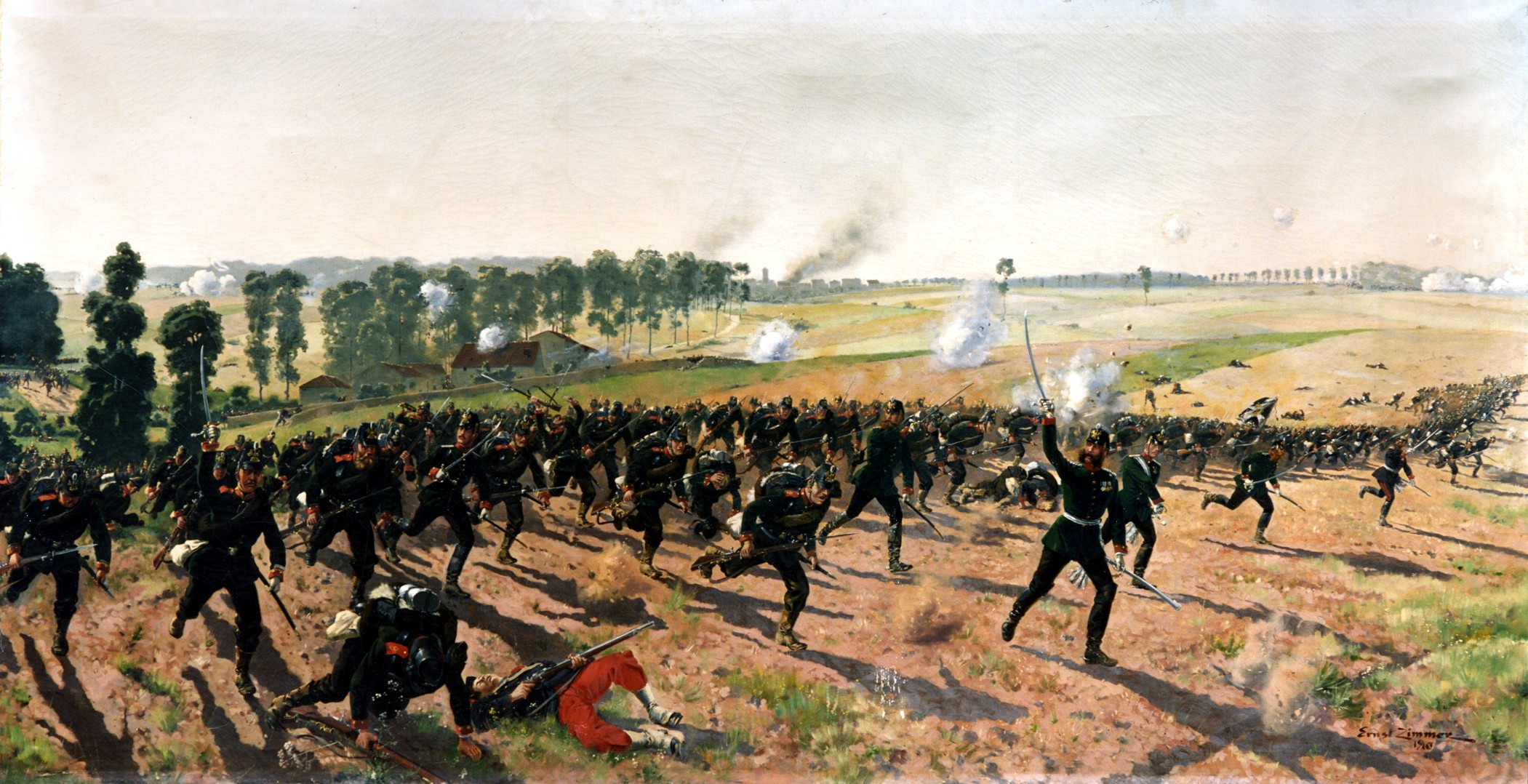
«Атака прусских егерей в битве при Гравелоте»

Эрнст Циммер (нем. Ernst Zimmer; 10 мая 1864, Ванзен Силезия, Пруссия (ныне Вёнзув, Нижнесилезское воеводство, Польша) — 16 июля 1924, Бамберг, Бавария) — немецкий художник и иллюстратор.

## Биография
Родился в бедной крестьянской семье. В детстве был пастухом. С детства обладал талантом к рисованию. Был отправлен на учёбу в художественную школу в Данциг. Работал художником на фарфоровой фабрике.
В 1887 году дебютировал как художник-иллюстратор, оформив книгу Карла Танера
«Ernste und heitere Erinnerungen eines Ordonnanzoffiziers».
Позже, в 1895 году встретил на военной церемонии профессора живописи Луи (Людвига) Брауна (1836—1916), одного из самых известных немецких художников — баталистов и учился у него в Мюнхене.
С 1903 года жил и творил в Бамберге, где создал ряд прекрасных батальных картин и пейзажей, занимался иллюстрацией книг по истории. Три года спустя, он обратился в военное министерство Баварии, с просьбой отправить его в случае военного конфликта на место боевых действий, чтобы иметь возможность быть очевидцем сражений. В сентябре 1914 года, Эрнст Циммер был назначен официальным художником Королевского Баварского армейского корпуса.

## Творчество

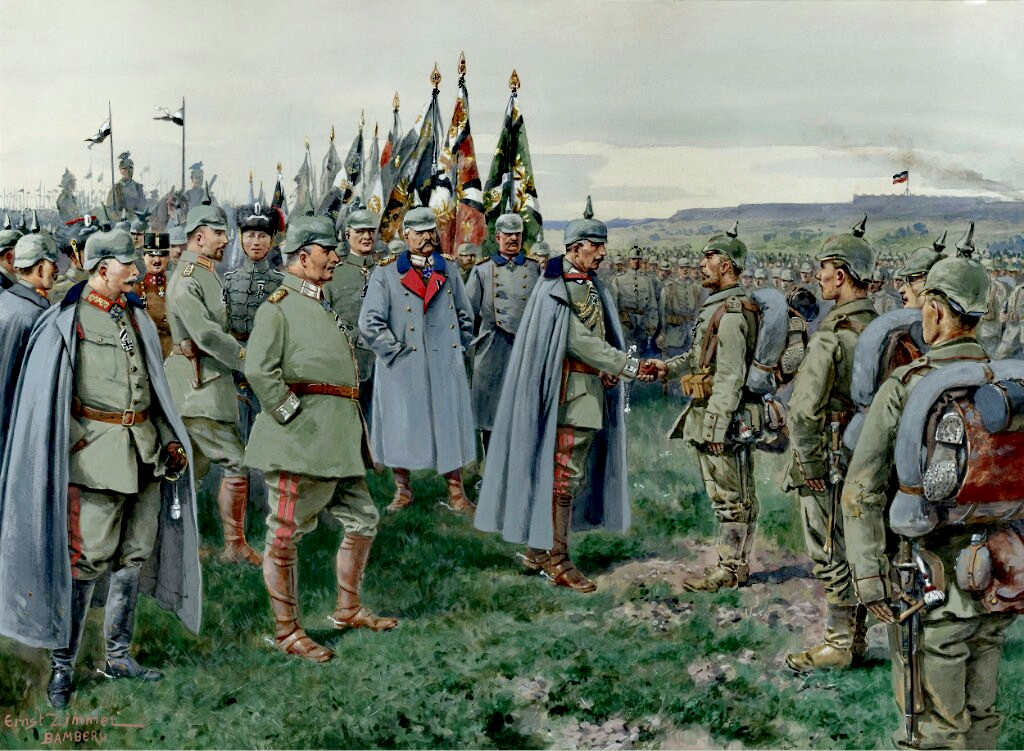
Император Германии Вильгельм II вручает героям Новогеоргиевска железные кресты

Творческое наследие живописца составляет более 600 художественных произведений, состоящих из картин, акварелей и рисунков.
Эрнст Циммер — известный немецкий батальный живописец, создал ряд картин, с изображением битв и сражений, начиная с древних времен, представляющих большое количество персонажей, взаимодействующих друг с друга. Их внешний вид и действия на полотнах с явно узнаваемой мимикой, а также атрибуты и оружие прорисованы очень тщательно.
С энтузиазмом принял приглашение принца-регента Баварии Луитпольда Баварского участвовать в создании диорамы. Будучи перфекционистом, для позирования при создании своих картин привлекал целые воинские подразделения, размещённые в казармах Бамберга, стремился в своих картинах изображать место, время суток и погодные условия именно такими какие были во время происходившего исторического факта.
В 1912 году его художественную студию посетил король Баварии Людвиг III, после чего художнику была присуждена золотая медаль за заслуги в области искусство и науки.
Занимался иллюстрирование книг о военной истории, легенд и мифов.

## Избранные работы

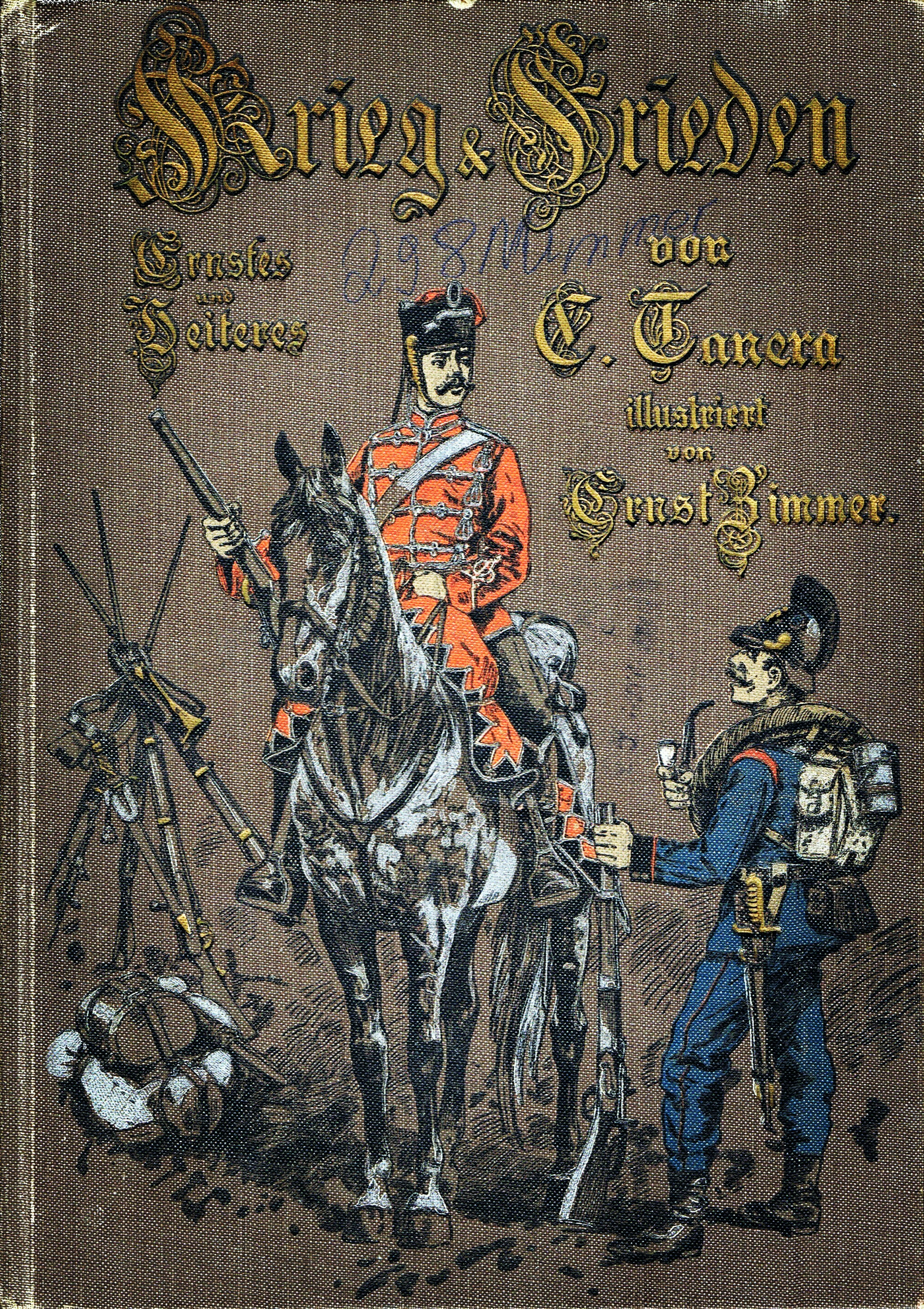
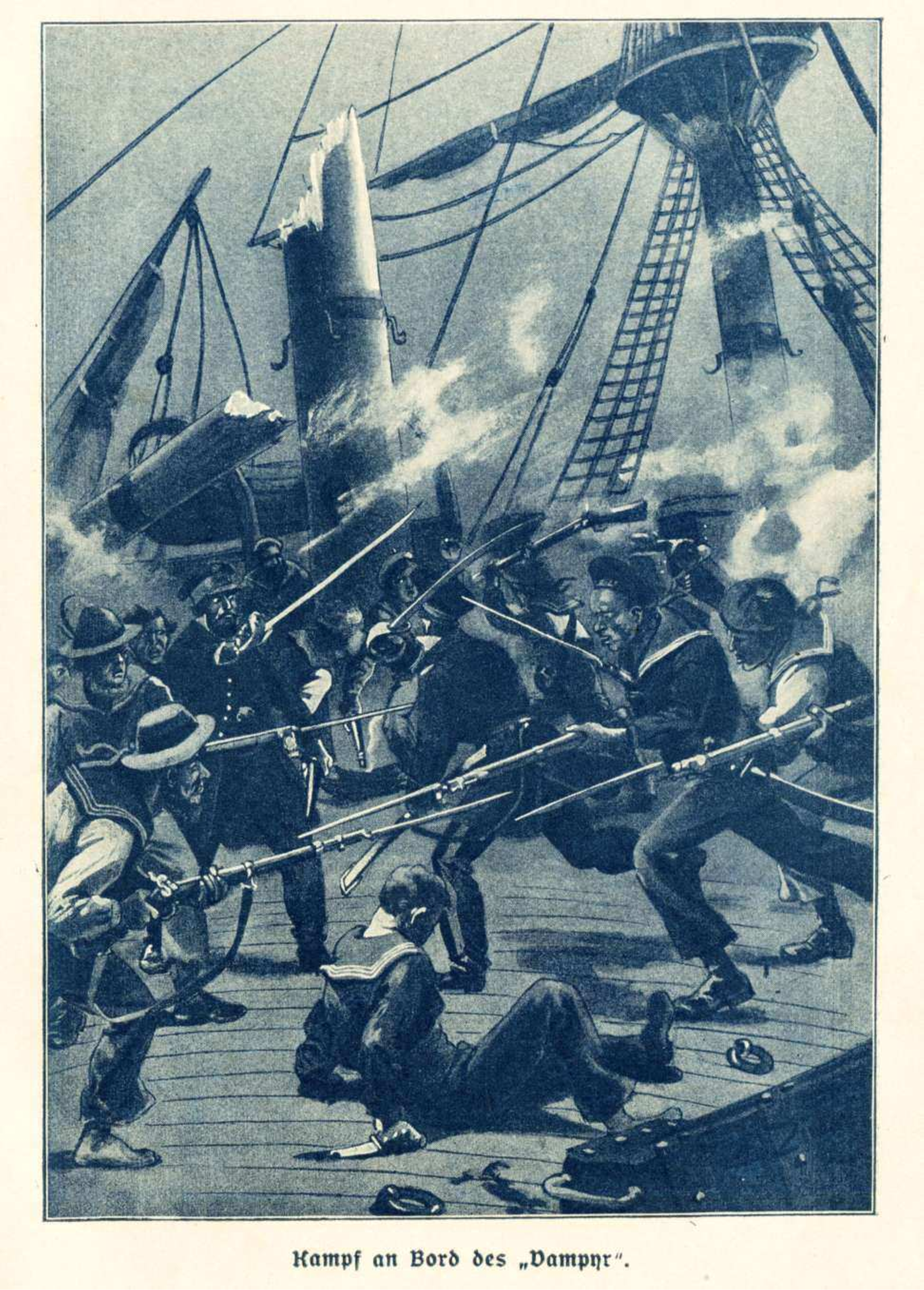
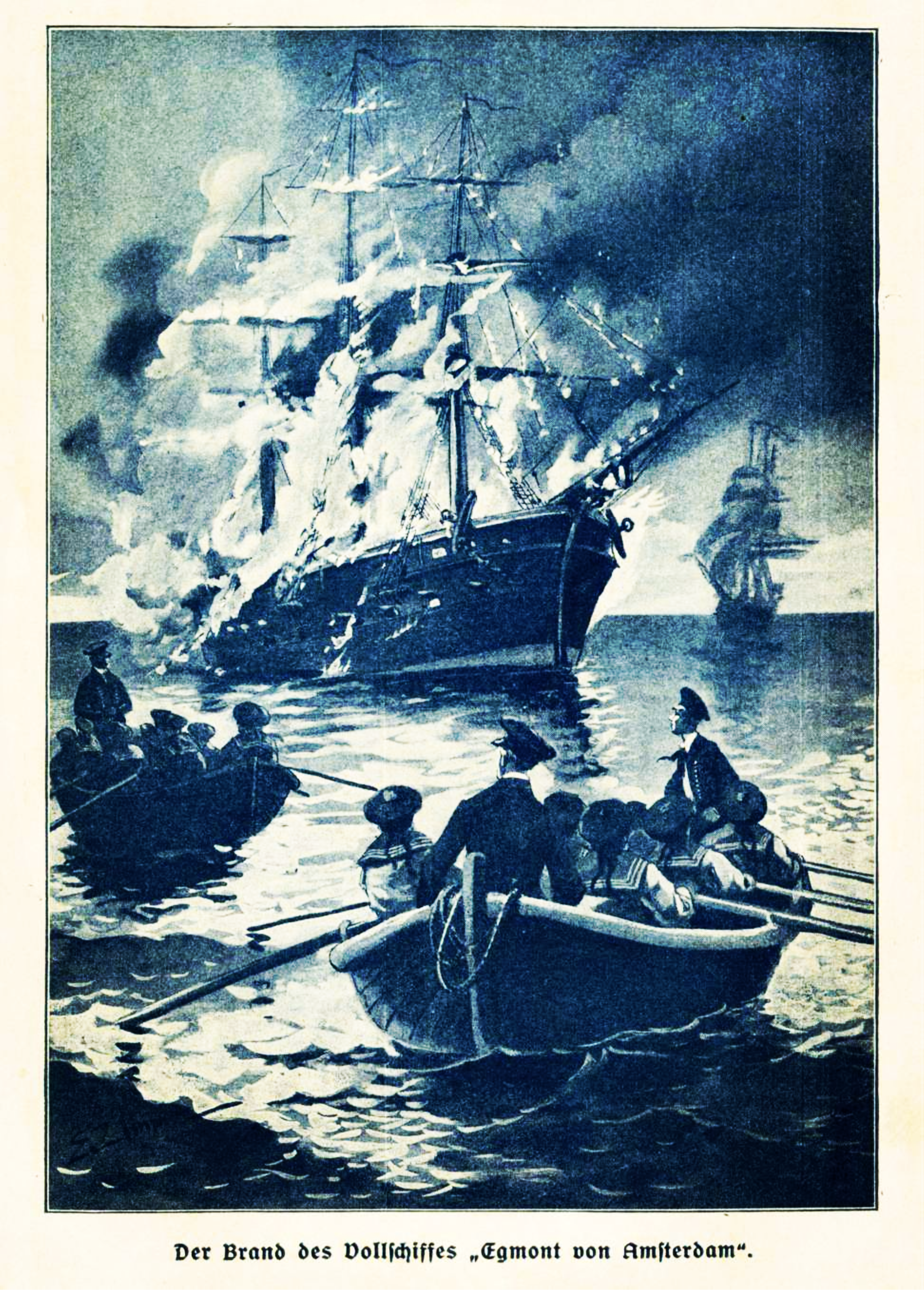
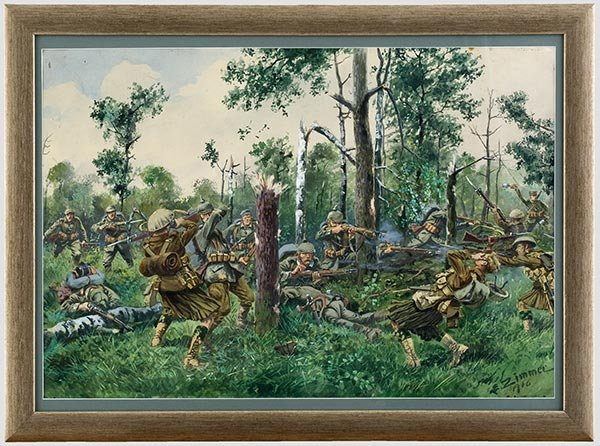